# 片名
片名（かたな）は、愛知県知多郡南知多町の地名。

## 地理
知多半島の南端部にあり、南知多町の南東部に位置する。東は知多湾に面しており、南・西・北の三方を山に囲まれている。南は師崎、西は豊浜、北は大井に接している。
西から片名川が東流して知多湾に注いでいる。湾に沿って集落が形成されており、海岸沿いを南北に国道247号が通る。

### 交通
- 国道247号
- 愛知県道7号半田南知多公園線

### 人口の変遷
国勢調査による人口および世帯数の推移。
| 1995年（平成7年）  | 396世帯 1515人 |  |
| 2000年（平成12年） | 408世帯 1433人 |  |
| 2005年（平成17年） | 425世帯 1405人 |  |
| 2010年（平成22年） | 436世帯 1290人 |  |
| 2015年（平成27年） | 471世帯 1190人 |  |
| 2020年（令和2年）  | 444世帯 1047人 |  |

## 歴史

### 中世以前
縄文時代早期の遺跡として新津遺跡・向畑遺跡、縄文時代中期の遺跡として山田平遺跡・咲畑貝塚などがある。山田平遺跡からは膨大な量の土器が出土しており、縄文中期前半の遺物の多さでは愛知県有数の遺跡である。咲畑貝塚は東海地方における縄文中期中葉の代表的な土器形式である咲畑式土器の標式遺跡である。
弥生時代の遺跡として長谷遺跡・田中島遺跡などがある。

### 近世
江戸時代は尾張藩領の尾張国知多郡片名村だった。元和6年（1620年）から正保2年（1645年）には千賀氏の知行地だったが、やがて全域が蔵入地となった。村高は寛文年間（1661年～1673年）の「寛文郷帳」では393石余、「寛文覚書」によると戸数は38戸、人口は298、牛馬は25だった。
寛政4年（1792年）から文政5年（1822年）にかけて編纂された「尾張徇行記」によると、街道に沿って民家が建ち並ぶ片名村では、陸奥国南部地方産の牛を多く飼っており、漁業をする者はいなかったという。村高は天保年間（1830年～1844年）の「天保郷帳」では393石余、明治初期の「旧高旧領」では557石余だった。江戸時代にはアシカが現れることもあった。

### 近代
1876年（明治9年）には片名村と大井村が合併して旭村となったが、1884年（明治17年）には再び大井村と別れて片名村となった。1885年（明治18年）の人口は661人であり、農家の副業として養蚕業が行われていた。1889年（明治22年）に町村制が施行されると、片名村と（旧）大井村が合併して知多郡大井村が発足し、大字大井と大字片名が編成されている。
1906年（明治39年）7月1日には大井村と（旧）師崎町が合併し、改めて師崎町が発足すると、大字片名が編成された。
片名の地盤は海成層で軟弱であり、1944年（昭和19年）12月7日の昭和東南海地震では5軒が倒壊、1人が死亡した。現在の南知多町域では昭和東南海地震で死者を出した唯一の集落である。

### 現代
1961年（昭和36年）6月1日、師崎町、内海町、豊浜町、篠島村、日間賀島村が合併して南知多町が発足した。現代には観葉植物の栽培が盛んとなった。

#### 「新師崎」の造成
師崎集落は平坦地が少なく住宅が不足していたことから、片名集落の南部の埋立工事が計画された。1966年（昭和41年）から1969年（昭和44年）12月に片名浦土地造成事業が行われ、1970年（昭和45年）に造成地への移住が開始されると、昭和50年代には「新師崎」と呼ばれる新たな集落が形成された。「新師崎」には民宿が集積しているほか、水産加工場や活魚料理店なども立地している。1970年（昭和45年）の世帯数は217戸、人口は980人であったが、「新師崎」の影響で1989年（平成元年）の世帯数は368世帯、人口は1519人にまで増加した。1985年（昭和60年）の国勢調査時点では「新師崎」の人口が片名の約40%を占めていた。

## 施設
- 師崎郵便局
- 片名漁港
- 片名漁業協同組合
- JAあいち知多みさき支店
- 聖崎公園
- カプリッチョ広場公園
- モンテジェルソ公園

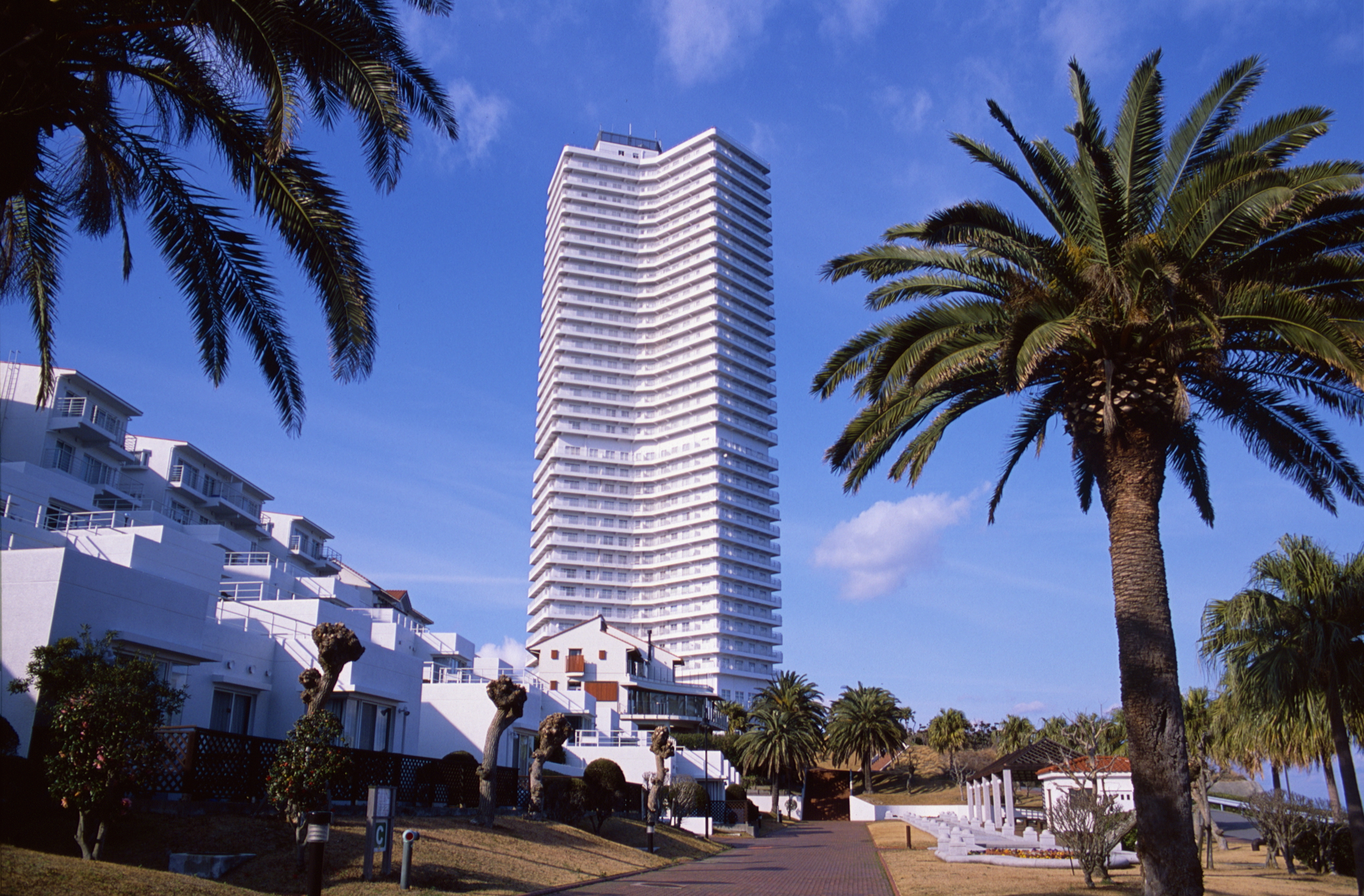
チッタ・ナポリ

- チッタナポリ - 滞在型リゾート施設。高さ111mのナポリタワーはリゾートマンションであり、1994年（平成6年）の竣工当初は居住施設として愛知県第2位の高層建築物だった。
- 南知多町立師崎中学校（閉校） - 1947年（昭和22年）に師崎町立師崎中学校として開校し、1949年（昭和24年）に現在地に移転した。1959年（昭和34年）9月の伊勢湾台風で校舎が全半壊したことで、1960年（昭和35年）には鉄筋コンクリート造の新校舎が完成した。1961年（昭和36年）には南知多町立師崎中学校に改称した。2023年（令和5年）3月に内海中学校、豊浜中学校、日間賀中学校と統合されて閉校となり、4月には4中学校を統合した南知多町立南知多中学校が開校した。

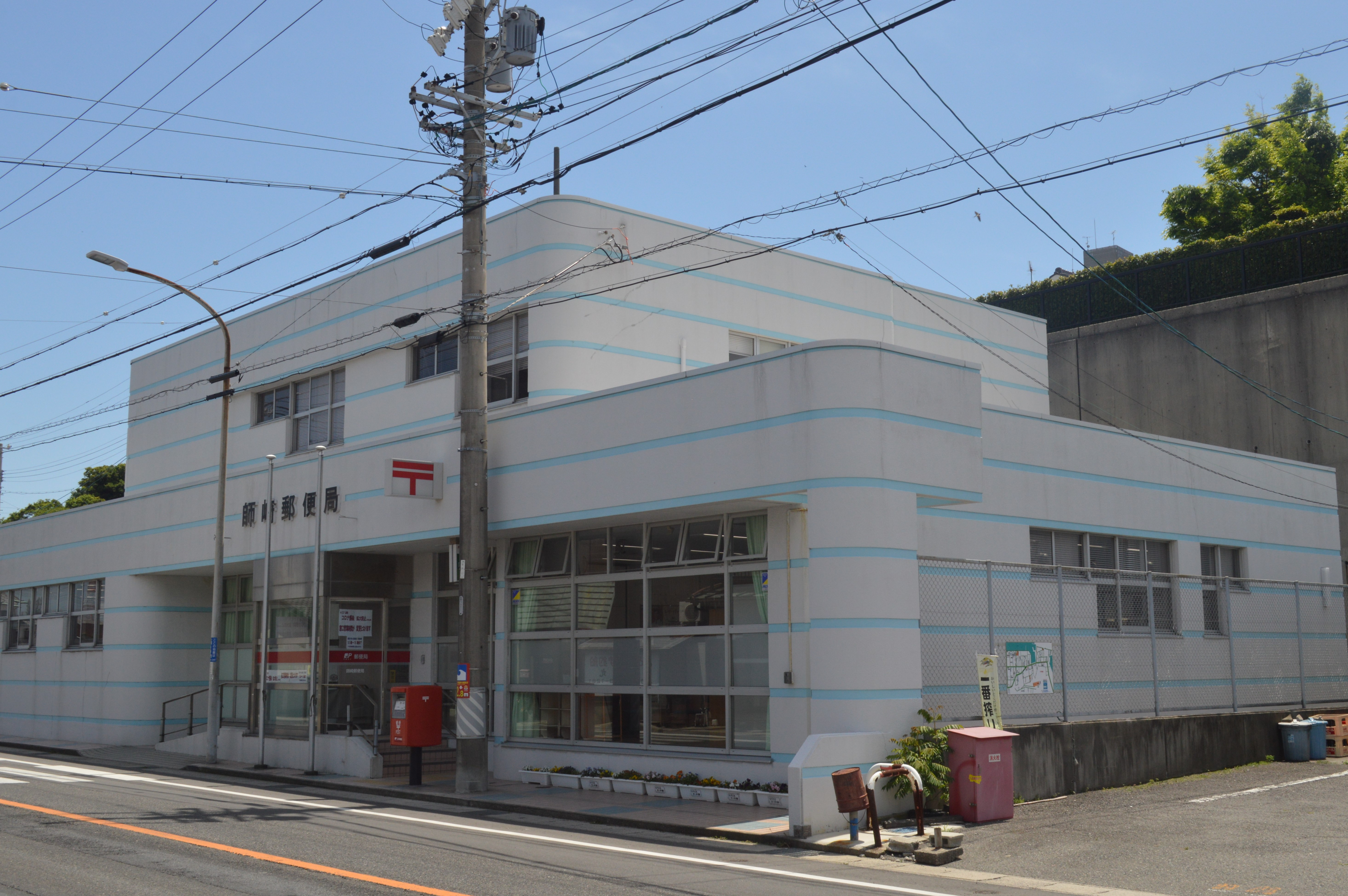
師崎郵便局
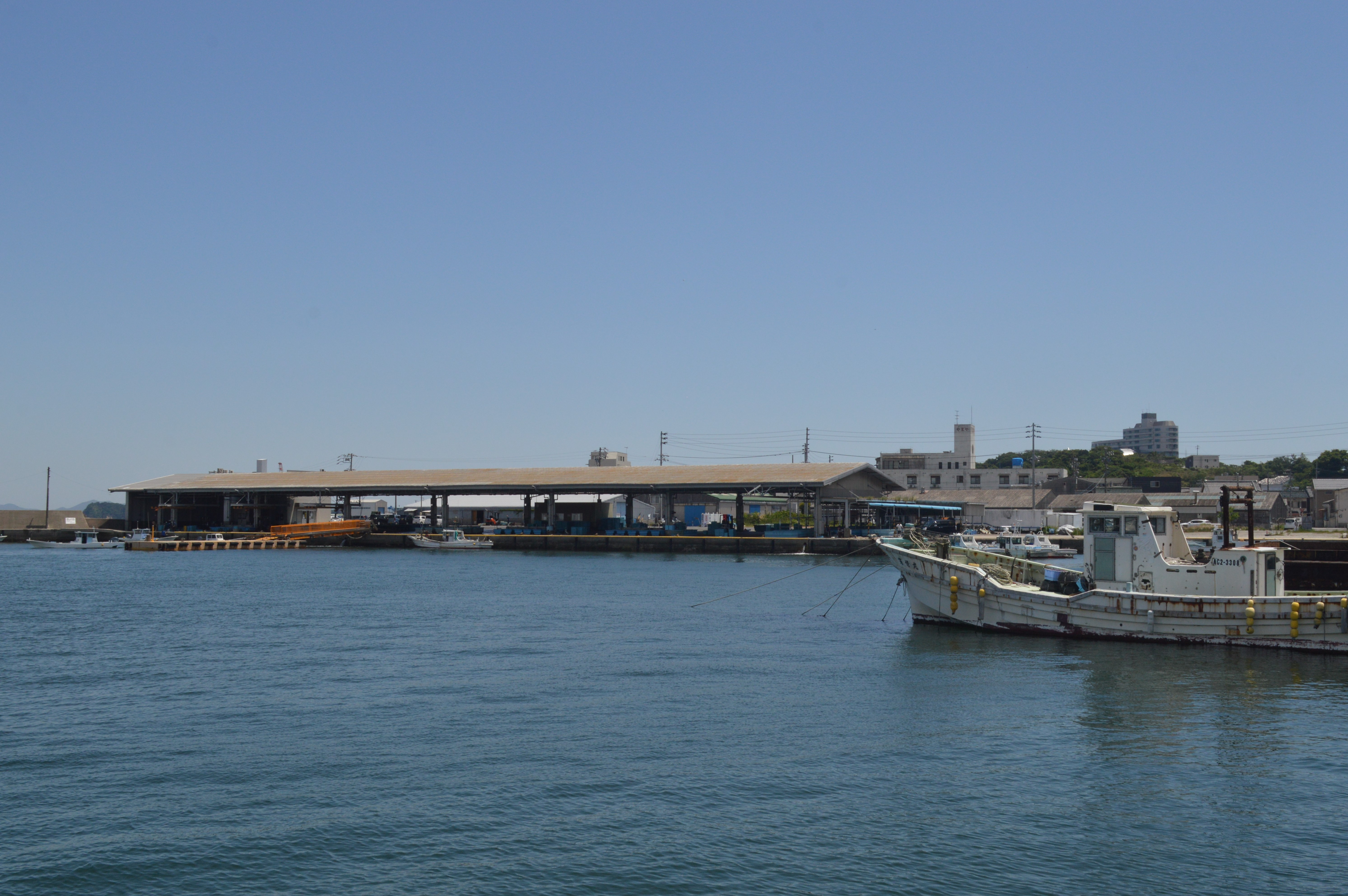
片名漁港
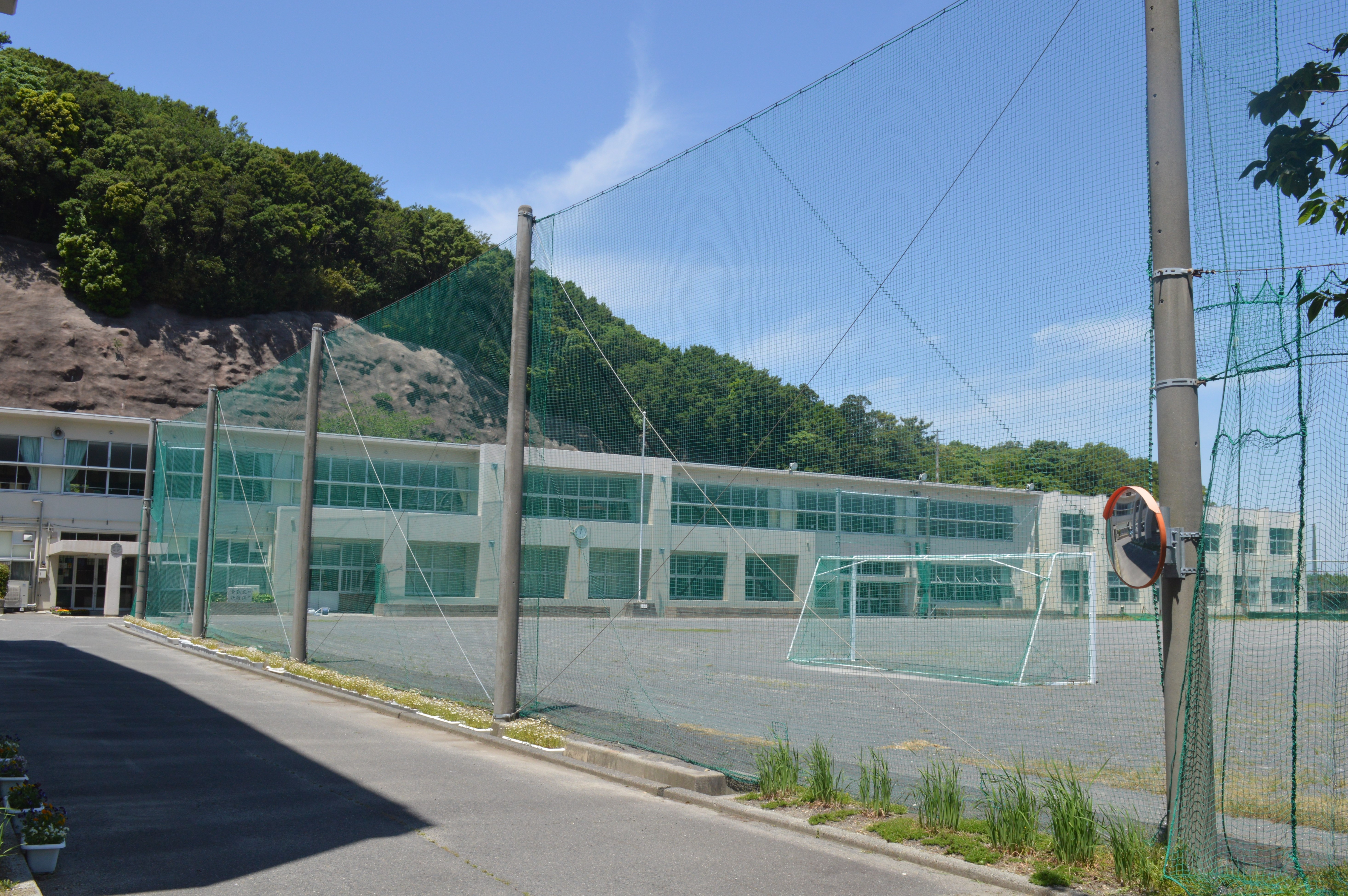
南知多町立師崎中学校

## 名所・旧跡

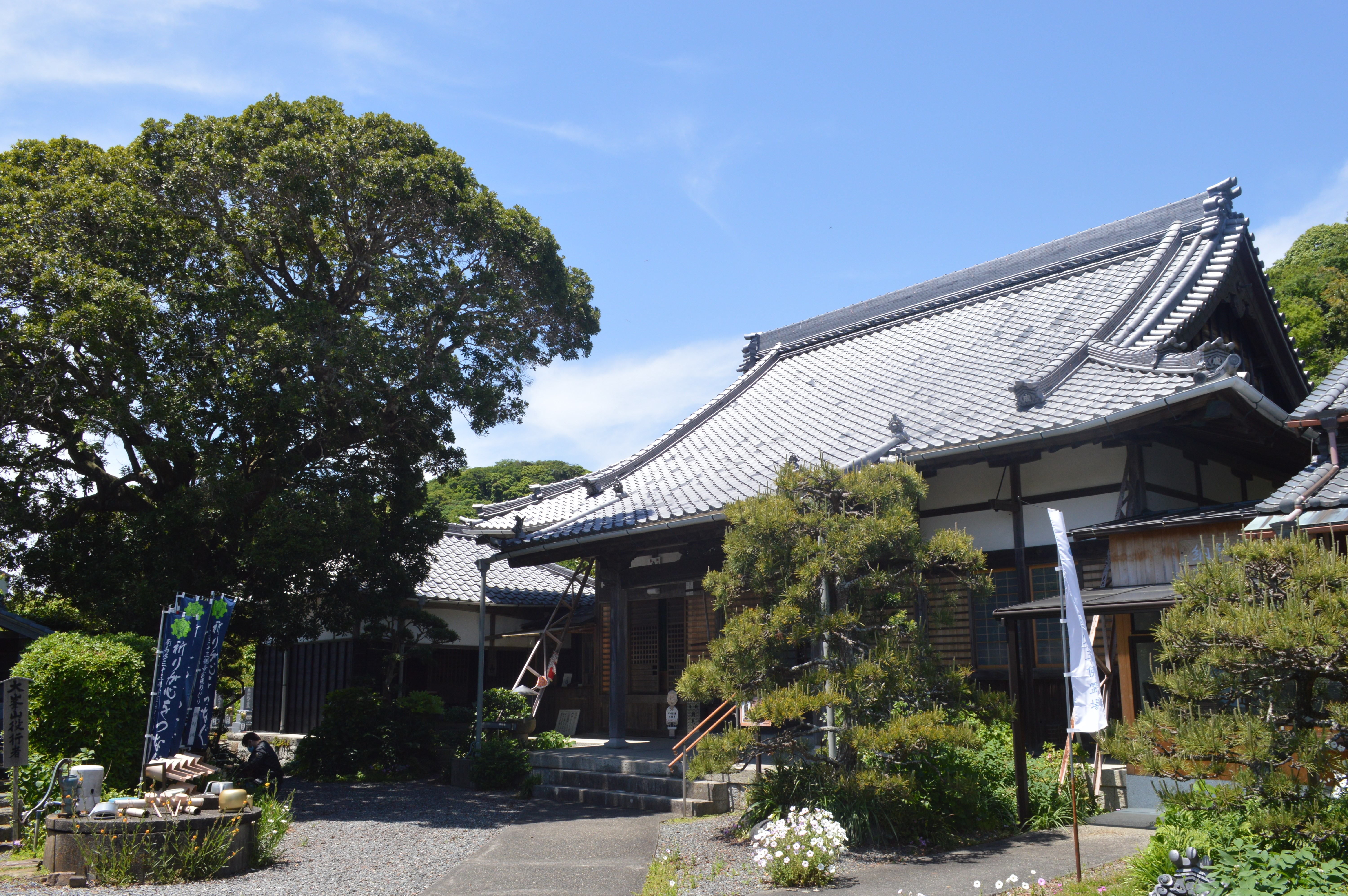
成願寺

- 神明社 - 村社。創建年は不詳[8]。『知多郡史』によると応永31年（1424年）12月25日に本堂を建て替えたとされ、棟札によると応永32年（1425年）に社殿再建と造営遷宮が行われた[8]。1872年に（明治5年）に村社に列せられた[8]。
- 成願寺 - 曹洞宗の寺院[9]。本尊は阿弥陀如来[9]。師崎・延命寺の笑山慧誾大和尚が開山、龍喜参公和尚が開祖[9]。延宝年間（1673年～1681年）に円空によって彫られたと伝わる「円空仏善女竜王像」は南知多町指定文化財[WEB 11]。知多四国霊場第35番札所[9]。
- 新蔵寺 - 曹洞宗の寺院[9]。本尊は阿弥陀如来[9]。慶安年間（1648年～1652年）に豊浜・正衆寺の嚢山洲錦大和尚によって再興された[9]。

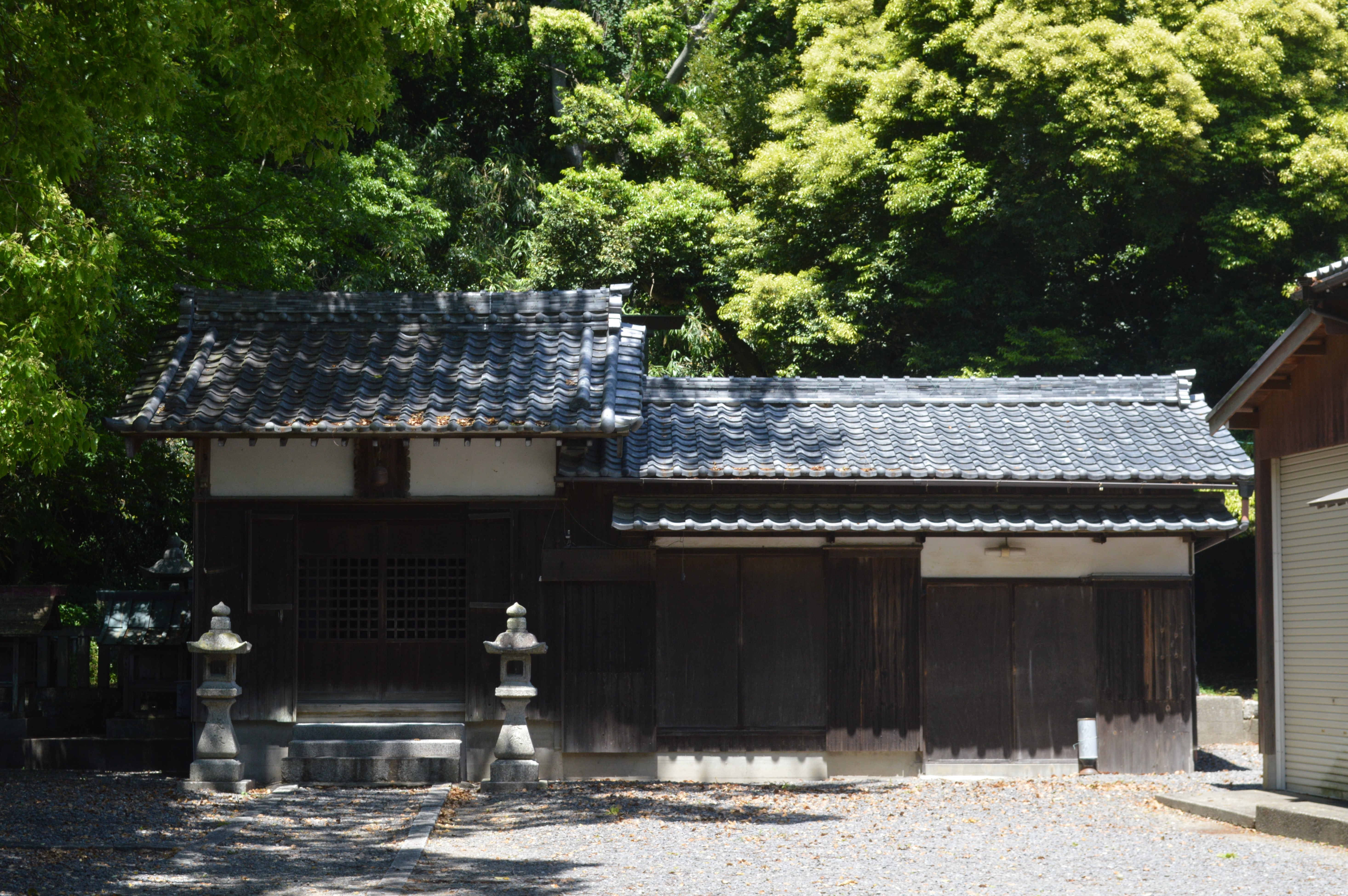
神明社
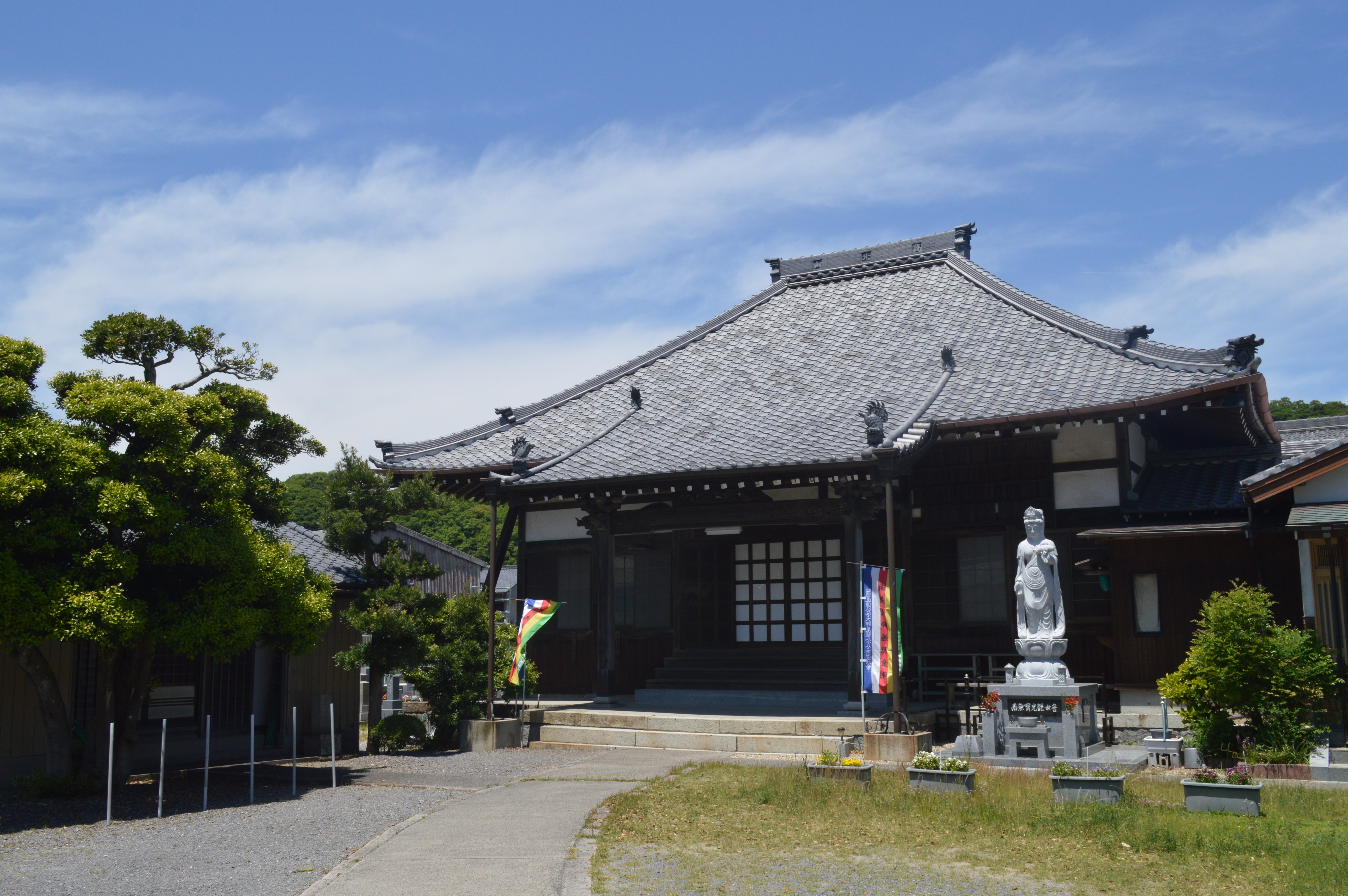
新蔵寺

### WEB
1. ↑  “愛知県知多郡南知多町の町丁・字一覧”.   人口統計ラボ. 2024年5月6日閲覧。
2. 1 2  総務省統計局 (2022年2月10日). “令和2年国勢調査の調査結果(e-Stat) - 男女別人口，外国人人口及び世帯数－町丁・字等” (CSV). 2023年8月2日閲覧。
3. ↑  “読み仮名データの促音・拗音を小書きで表記するもの(zip形式) 愛知県” (zip).   日本郵便 (2024年2月29日). 2024年3月26日閲覧。
4. ↑  “市外局番の一覧” (PDF).   総務省 (2022年3月1日). 2022年3月22日閲覧。
5. ↑  “ナンバープレートについて”.   一般社団法人愛知県自動車会議所. 2024年1月21日閲覧。
6. ↑  総務省統計局 (2014年3月28日). “平成7年国勢調査の調査結果(e-Stat) - 男女別人口及び世帯数 －町丁・字等” (CSV). 2021年7月20日閲覧。
7. ↑  総務省統計局 (2014年5月30日). “平成12年国勢調査の調査結果(e-Stat) - 男女別人口及び世帯数 －町丁・字等” (CSV). 2021年7月20日閲覧。
8. ↑  総務省統計局 (2014年6月27日). “平成17年国勢調査の調査結果(e-Stat) - 男女別人口及び世帯数 －町丁・字等” (CSV). 2021年7月21日閲覧。
9. ↑  総務省統計局 (2012年1月20日). “平成22年国勢調査の調査結果(e-Stat) - 男女別人口及び世帯数 －町丁・字等” (CSV). 2021年7月21日閲覧。
10. ↑  総務省統計局 (2017年1月27日). “平成27年国勢調査の調査結果(e-Stat) - 男女別人口及び世帯数 －町丁・字等” (CSV). 2021年7月21日閲覧。
11. ↑  町指定文化財 町指定文化財

### 書籍
1. 1 2 3 4 5 6 7  「角川日本地名大辞典」編纂委員会『角川日本地名大辞典 23 愛知県』角川書店、1989年、p.1928
2. 1 2 3 4  『日本歴史地名大系 23 愛知県』平凡社、1981年、p.519
3. 1 2 3 4 5 6 7 8 9 10 11 12  「角川日本地名大辞典」編纂委員会『角川日本地名大辞典 23 愛知県』角川書店、1989年、p.381
4. ↑  南知多町誌編さん委員会『南知多町誌 本文編』南知多町、1991年、p.88
5. 1 2  南知多町誌編さん委員会『南知多町誌 本文編』南知多町、1991年、p.22
6. 1 2 3 4  南知多町誌編さん委員会『南知多町誌 本文編』南知多町、1991年、pp.535-536
7. ↑  南知多町誌編さん委員会『南知多町誌 本文編』南知多町、1991年、p.499
8. 1 2 3  南知多町誌編さん委員会『南知多町誌 本文編』南知多町、1991年、p.806
9. 1 2 3 4 5 6 7  南知多町誌編さん委員会『南知多町誌 本文編』南知多町、1991年、p.831